# Nossa Senhora da Conceição e São Bartolomeu
Nossa Senhora da Conceição e São Bartolomeu es una freguesia portuguesa del municipio de Vila Viçosa, distrito de Évora.

## Historia
Fue creada el 28 de enero de 2013 en aplicación de una resolución de la Asamblea de la República de Portugal promulgada el 16 de enero de 2013 con la unión de las freguesias de Conceição y São Bartolomeu.

## Demografía
| Gráfica de evolución demográfica de Nossa Senhora da Conceição e São Bartolomeu entre 2011 y 2021 |
|                                                                                                   |
| Datos según el nomenclátor publicado por el INE portugués.                                        |